# Rinaldo Nocentini

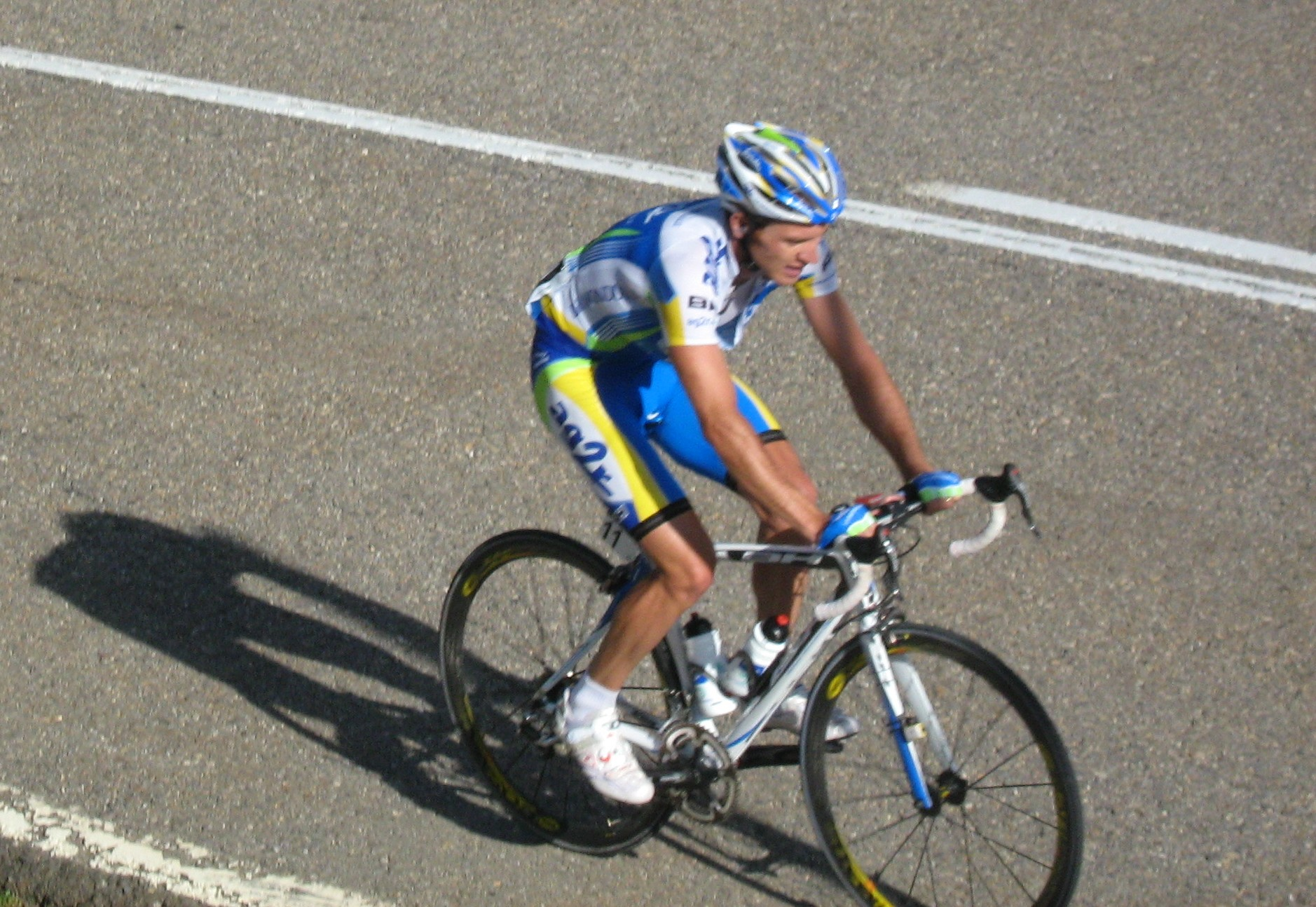
Rinaldo Nocentini tijdens de Ronde van Spanje 2008

Rinaldo Nocentini (Montevarchi, 25 september 1977) is een Italiaans voormalig wielrenner die goed over de heuvels ging. Hij reed jarenlang voor AG2R La Mondiale. In 2019 stopte hij met wielrennen bij Sporting-Tavira.

## Biografie
Rinaldo Nocentini werd geboren in Montevarchi, een stad in de Italiaanse regio Toscane.
Hij kwam in 1999 terecht bij Mapei-Quick·Step en wist al in zijn eerste jaar twee ritzeges te behalen in de Ronde van Langkawi. In het eindklassement behaalde hij een elfde positie.
Het jaar erna reed hij zijn eerste Ronde van Italië, waar hij als 65e eindigde in de eindrangschikking. Ook het jaar erop reed hij de Giro, maar kwam hij opnieuw niet ver met een 66e plaats. Aan het eind van 2001 stopte Nocentini's ploeg ermee en verhuisde de Italiaan naar Fassa Bortolo. Ook bij zijn nieuwe ploeg kon hij geen potten breken.
Nocentini wisselde naar een ploeg van een lager niveau en reed in 2003 voor Formaggi Pinzolo Fiavè-Ciarrocchi Immobiliare. Hij behaalde er weer een overwinning, door de eendagswedstrijd Ronde van Toscane te winnen. Na 2003 ging hij opnieuw naar een nieuwe werkgever, Acqua & Sapone. Bij deze ploeg behaalde hij een aantal overwinningen, met name in eendagswedstrijden, zoals de Subida al Naranco (2005), de Ronde van de Apennijnen (2006) en de Coppa Placci (2006).
Na zijn goede prestaties kon Nocentini weer terecht bij een ploeg op het hoogste niveau, sinds 2007 komt hij uit voor Ag2r. Hij won in zijn eerste jaar de GP Miguel Indurain en een rit in de Ronde van de Middellandse Zee. In 2008 behaalde hij een top 10-plaats in de Ronde van Emilia, werd hij tweede in de eendagswedstrijd Ronde van de Haut-Var en de rittenkoers Parijs-Nice en won hij de GP Lugano. Ook reed hij twee grote rondes, met als beste prestatie een 23e eindnotering in de Ronde van Spanje.
In 2009 zette hij de goede trend voort, met een ritzege in de Ronde van Californië. In april reed hij in de Amstel Gold Race, de Waalse Pijl en Luik-Bastenaken-Luik achtereenvolgens naar een 23e, 10e en 15e plaats.
In 2009 reed Nocentini zijn eerste Tour en hij was meteen succesvol. Op 10 juli nam hij de gele trui over van Fabian Cancellara in de Ronde van Frankrijk 2009 na de bergetappe naar Arcalís waarin hij met negen renners was ontsnapt. In de slotklim werd hij nog bedreigd door Alberto Contador die demarreerde uit de groep met favorieten, maar Nocentini hield uiteindelijk zes seconden over. Hij reed in de gele trui tot de 15e etappe, van Pontarlier naar Verbier. Contador won de etappe en nam zo de gele trui over.

## Belangrijkste overwinningen
1999
9e en 10e etappe Ronde van Langkawi
2003
Ronde van Toscane
Bergklassement Ronde van Oostenrijk
2004
5e etappe Ronde van Polen
2005
Subida al Naranco
2006
Ronde van de Apennijnen
Ronde van Veneto
Coppa Placci
2007
4e etappe Ronde van de Middellandse Zee
GP Miguel Indurain
2008
GP Lugano
2009
7e etappe Ronde van Californië
2010
1e etappe Ronde van de Haut-Var
Eindklassement Ronde van de Middellandse Zee
2016
Eindklassement Trofeo Joaquim Agostinho
2017
1e etappe Ronde van Alentejo
2018
3e en 6e etappe La Tropicale Amissa Bongo

## Resultaten in voornaamste wedstrijden
| Jaar | Ronde van Italië | Ronde van Frankrijk | Ronde van Spanje |
| ---- | ---------------- | ------------------- | ---------------- |
| 2000 | 64e              |                     |                  |
| 2001 | 66e              |                     |                  |
| 2003 | 60e              |                     |                  |
| 2004 | 34e              |                     |                  |
| 2005 |                  |                     |                  |
| 2006 |                  |                     |                  |
| 2007 | 47e              |                     |                  |
| 2008 | 56e              |                     | 23e              |
| 2009 |                  | 12e                 | opgave           |
| 2010 |                  | 97e                 | 53e              |
| 2011 | 69e              |                     |                  |
| 2012 |                  |                     | 18e              |
| 2013 |                  |                     | 53e              |
| 2014 |                  |                     | 96e              |
| 2015 | 73e              |                     | 85e              |

| Jaar | Milaan-San Remo | Amstel Gold Race | Luik-Bast.‑Luik | Ronde van Lombardije | Waalse Pijl | Bretagne Classic |  | WK op de weg |  | Wereldranglijsten |
| ---- | --------------- | ---------------- | --------------- | -------------------- | ----------- | ---------------- |  | ------------ |  | ----------------- |
| 2000 |                 |                  | 32e             |                      | 20e         |                  |  |              |  |                   |
| 2001 |                 |                  |                 |                      |             |                  |  |              |  |                   |
| 2003 |                 |                  |                 |                      |             |                  |  |              |  |                   |
| 2004 |                 |                  |                 | 27e                  |             |                  |  |              |  |                   |
| 2005 |                 |                  |                 | 22e                  |             |                  |  |              |  |                   |
| 2006 | 33e             |                  |                 | opgave               |             |                  |  | opgave       |  |                   |
| 2007 |                 | 24e              | 20e             | opgave               | 6e          | 7e               |  |              |  | 88e (UPT)         |
| 2008 | 7e              | 13e              | 18e             | 20e                  | 56e         | 37e              |  |              |  |                   |
| 2009 | opgave          | 23e              | 15e             | opgave               | 10e         |                  |  |              |  | 116e (UWK)        |
| 2010 |                 |                  |                 | opgave               |             | 89e              |  |              |  |                   |
| 2011 | 95e             | opgave           | 51e             | opgave               | 30e         | 65e              |  |              |  | 89e (UWT)         |
| 2012 | 39e             | 9e               | 11e             | 34e                  | 12e         |                  |  | 76e          |  | 30e (UWT)         |
| 2013 |                 | opgave           | 14e             | opgave               | 10e         |                  |  | opgave       |  | 151e (UWT)        |
| 2014 | 47e             |                  |                 | 10e                  |             |                  |  |              |  | 106e (UWT)        |
| 2015 | 27e             | 12e              | 77e             |                      | 12e         |                  |  |              |  | 206e (UWT)        |

## Ploegen
- 1999 –  Mapei-Quick Step
- 2000 –  Mapei-Quick Step
- 2001 –  Mapei-Quick Step
- 2002 –  Fassa Bortolo
- 2003 –  Formaggi Pinzolo Fiavè-Ciarrocchi Immobiliare
- 2004 –  Acqua & Sapone
- 2005 –  Acqua & Sapone-Adria Mobil
- 2006 –  Acqua & Sapone
- 2007 –  Ag2r Prévoyance
- 2008 –  AG2R La Mondiale
- 2009 –  AG2R La Mondiale
- 2010 –  AG2R La Mondiale
- 2011 –  AG2R La Mondiale
- 2012 –  AG2R La Mondiale
- 2013 –  AG2R La Mondiale
- 2014 –  AG2R La Mondiale
- 2015 –  AG2R La Mondiale
- 2016 –  Sporting/Tavira
- 2017 –  Sporting/Tavira
- 2018 –  Sporting/Tavira
- 2019 –  Sporting/Tavira